# Paratrygon
Paratrygon – rodzaj ryb chrzęstnoszkieletowych z podrodziny Potamotrygoninae w obrębie rodziny płaszczek słodkowodnych (Potamotrygonidae).

## Rozmieszczenie geograficzne
Do rodzaju należą gatunki występujące w słodkich wodach Ameryki Południowej (Kolumbia, Wenezuela, Brazylia, Ekwador, Peru i Boliwia).

## Morfologia
Długość ciała do 80 cm; masa ciała (największa opublikowana) 14 kg.

## Systematyka
Rodzaj zdefiniował w 1865 roku francuski ichtiolog i herpetolog Auguste Duméril w pierwszej części (ryby chrzęstnoszkieletowe) publikacji własnego autorstwa poświęconej historii naturalnej ryb. Gatunkiem typowym jest (oznaczenie monotypowe) P. aiereba.

### Etymologia
- Paratrygon: gr. παρα para ‘blisko,  obok’; rodzaj Trygon Cuvier, 1816 (Dasyatidae)[5].
- Disceus: gr. δισκος diskos ‘płyta, dysk’[6]. Gatunek typowy (oznaczenie monotypowe): Trygon strogylopterus Jardine, 1843 (= Raja ajereba Walbaum, 1792).

### Podział systematyczny
Do rodzaju należą następujące gatunki:
- Paratrygon aiereba (Walbaum, 1792)
- Paratrygon orinocensis Loboda, Lasso, Rosa & Carvalho, 2021
- Paratrygon parvaspina Loboda, Lasso, Rosa & Carvalho, 2021